# Listerine
Listerine là nhãn hiệu dung dịch vệ sinh răng miệng của Mỹ. Sản phẩm được nhà hóa học Joseph Lawrence tại thành phố St. Louis, Missouri, phát triển vào năm 1879 và đặt tên theo bác sĩ Joseph Lister, người đi tiên phong trong vấn đề khử trùng khi phẫu thuật (bệnh viên Hoàng gia Glasgow, Scotland).
Ban đầu, sản phẩm được công ty Lambert Pharmacal (sau này có tên Warner–Lambert) phân phối. Tới ngày 20/12/2006, Johnson & Johnson mua lại và sở hữu thương hiệu này.
Ngoài nước súc miệng, Listerine cũng được dùng để gọi chung cho các dòng sản phẩm kem đánh răng và miếng dán trắng răng liên quan.

## Độ an toàn
Nhiều lo ngại cho rằng những dòng nước súc miệng có cồn như Listerine có thể gây ung thư khoang miệng. Tới năm 2010, đã có một vài cuộc phân tích được thực hiện nhằm kiểm tra, trong đó 7 phân tích chỉ ra không có liên hệ giữa nước súc miệng có cồn và ung thư miệng, và 3 cho thấy có thể tăng nguy cơ ung thư. Trước đó vào tháng 3 năm 2009, Hiệp hội Nha khoa Hoa Kỳ khẳng định những thống kê đưa ra chưa đủ căn cứ để xác nhận nước súc miệng sẽ gây ung thư. Cùng năm, Johnson & Johnson ra mắt dòng sản phẩm mới không cồn là Listerine Zero.